# Copa Concacaf 2015
La Copa Concacaf 2015 (oficialmente Copa CONCACAF presentada por Scotiabank por razones de patrocinio) fue la primera y única edición de la competición internacional futbolística organizada por la Concacaf para determinar a su representante en la Copa FIFA Confederaciones 2017. El ganador de la Copa de Oro de la Concacaf 2013 (Estados Unidos) se enfrentó al ganador de la Copa de Oro de la Concacaf 2015 (México) para decidir al representante del área en la Copa FIFA Confederaciones 2017. Fue celebrada el 10 de octubre de 2015 en el Estadio Rose Bowl en Pasadena, Estados Unidos.

## Antecedentes
Aunque la Copa Oro se lleva a cabo cada dos años, antes del 2013 solo los campeones de la edición que se celebraba dos años antes que la Copa FIFA Confederaciones tenían el derecho de clasificar como los representantes de CONCACAF. Por ejemplo, México ganó la Copa Oro del 2011 y clasificó para la Copa Confederaciones 2013. Debido a que la Copa Oro que se celebraba el mismo año que la Copa Confederaciones no otorgaba ningún incentivo verdaderamente deportivo, los equipos de CONCACAF no solían llevar a sus principales figuras. Otro factor que influía era que muchos de estos equipos participaban en las eliminatorias de la Copa Mundial de Fútbol durante ese mismo año.
CONCACAF anunció la introducción de un juego de repechaje el 5 de abril de 2013. Comenzando con la Copa FIFA Confederaciones 2017, el representante de CONCACAF será decidido por un juego de eliminación directa entre los dos equipos que ganen las ediciones de Copa Oro previas a la Copa Confederaciones. El entonces presidente de la CONCACAF, Jeffrey Webb, señaló que esto "permitirá al campeón de cada edición de la Copa Oro tener la misma oportunidad competitiva de representar a la CONCACAF a nivel internacional". En caso de que el mismo país gane ambas ediciones de la Copa Oro, no habrá necesidad de que el repechaje sea jugado y el equipo calificará directamente a la Copa Confederaciones.
El día 27 de agosto de 2015, CONCACAF dio a conocer el nombre oficial de este evento, nombrándolo "Copa CONCACAF". Esto confirmaba que, además de otorgar el ya conocido pase a la Copa Confederaciones, también habría un nuevo título en disputa.
Siguiendo la decisión de CONCACAF de terminar su afiliación con Traffic Sports USA debido al Caso de corrupción de la FIFA de 2015, la compañía hermana de la Major League Soccer, Soccer United Marketing, fue elegida como la represente comercial para este juego.

## Selecciones clasificadas
|  | Estados Unidos |  | Campeón de la Copa de Oro de la Concacaf 2013 |
|  | México         |  | Campeón de la Copa de Oro de la Concacaf 2015 |

## Sede
| Pasadena          |
| ----------------- |
| California        |
| Estadio Rose Bowl |
| Capacidad: 90 888 |
|                   |

## Formato
CONCACAF anunció el 23 de julio de 2015 que el repechaje sería jugado a un solo encuentro el 9 de octubre de 2015, en Estados Unidos. Después de la final de la Copa Oro 2015, el 26 de julio, CONCACAF comunicó que el Estadio Rose Bowl, en Pasadena, sería la sede. La fecha fue posteriormente cambiada al 10 de octubre de 2015, con el fin de permitir a los fanáticos que asistan disfrutar un largo día de festividades, incluyendo el "Futbol Fiesta", una zona para aficionados, gratuita e interactiva, a las afueras del Rose Bowl.

## Partido
| 12    | POR   | Moisés Muñoz     |     |
| 22    | DEF   | Paul Aguilar     |     |
| 5     | DEF   | Diego Reyes      |     |
| 15    | DEF   | Héctor Moreno    |     |
| 7     | DEF   | Miguel Layún     |     |
| 4     | DEF   | Rafael Márquez   | 76' |
| 16    | MED   | Héctor Herrera   |     |
| 18    | MED   | Andrés Guardado  | 80' |
| 19    | DEL   | Oribe Peralta    |     |
| 9     | DEL   | Raúl Jiménez     |     |
| 14    | DEL   | Javier Hernández | 98' |
| D. T. | D. T. | Ricardo Ferretti |     |

| 1     | POR   | Brad Guzan       |      |
| 23    | DEF   | Fabian Johnson   | 111' |
| 20    | DEF   | Geoff Cameron    |      |
| 5     | DEF   | Matt Besler      |      |
| 7     | DEF   | DaMarcus Beasley |      |
| 13    | MED   | Jermaine Jones   |      |
| 15    | MED   | Kyle Beckerman   |      |
| 9     | MED   | Gyasi Zardes     | 78'  |
| 4     | MED   | Michael Bradley  |      |
| 17    | DEL   | Jozy Altidore    | 98'  |
| 8     | DEL   | Clint Dempsey    |      |
| D. T. | D. T. | Jürgen Klinsmann |      |

| 3  | DEF | José Rivas    | 76' |
| 17 | MED | Javier Güémez | 80' |
| 10 | MED | Jesús Corona  | 98' |

| 2  | MED | DeAndre Yedlin | 78'  |
| 11 | DEL | Bobby Wood     | 98'  |
| 3  | DEF | Brad Evans     | 111' |

| 10' · 96' · 118' | Javier Hernández Oribe Peralta Paul Aguilar | 1:0 2:1 3:2 |

| 15' · 108' | Geoff Cameron Bobby Wood | 1:1 2:2 |

| 21' · 35' · 43' · 95' | Paul Aguilar Oribe Peralta Héctor Moreno Javier Güémez |

| 52' · 87' | Kyle Beckerman Michael Bradley |

| Principal  | Joel Aguilar         |
| Asistentes | Juan Francisco Zumba |
|            | Leonel Leal          |
| Cuarto     | Marlon Mejía         |

|                    |     |     |
| Tiros              | 20  | 12  |
| Tiros a puerta     | 7   | 3   |
| Faltas             | 18  | 14  |
| Saques de esquina  | 6   | 1   |
| Penaltis           | 0   | 0   |
| Fueras de juego    | 4   | 2   |
| Posesión del balón | 56% | 44% |

| Alineación inicial |

| 12    | POR   | Moisés Muñoz     |     |
| 22    | DEF   | Paul Aguilar     |     |
| 5     | DEF   | Diego Reyes      |     |
| 15    | DEF   | Héctor Moreno    |     |
| 7     | DEF   | Miguel Layún     |     |
| 4     | DEF   | Rafael Márquez   | 76' |
| 16    | MED   | Héctor Herrera   |     |
| 18    | MED   | Andrés Guardado  | 80' |
| 19    | DEL   | Oribe Peralta    |     |
| 9     | DEL   | Raúl Jiménez     |     |
| 14    | DEL   | Javier Hernández | 98' |
| D. T. | D. T. | Ricardo Ferretti |     |

| 1     | POR   | Brad Guzan       |      |
| 23    | DEF   | Fabian Johnson   | 111' |
| 20    | DEF   | Geoff Cameron    |      |
| 5     | DEF   | Matt Besler      |      |
| 7     | DEF   | DaMarcus Beasley |      |
| 13    | MED   | Jermaine Jones   |      |
| 15    | MED   | Kyle Beckerman   |      |
| 9     | MED   | Gyasi Zardes     | 78'  |
| 4     | MED   | Michael Bradley  |      |
| 17    | DEL   | Jozy Altidore    | 98'  |
| 8     | DEL   | Clint Dempsey    |      |
| D. T. | D. T. | Jürgen Klinsmann |      |

| 3  | DEF | José Rivas    | 76' |
| 17 | MED | Javier Güémez | 80' |
| 10 | MED | Jesús Corona  | 98' |

| 2  | MED | DeAndre Yedlin | 78'  |
| 11 | DEL | Bobby Wood     | 98'  |
| 3  | DEF | Brad Evans     | 111' |

| 10' · 96' · 118' | Javier Hernández Oribe Peralta Paul Aguilar | 1:0 2:1 3:2 |

| 15' · 108' | Geoff Cameron Bobby Wood | 1:1 2:2 |

| 21' · 35' · 43' · 95' | Paul Aguilar Oribe Peralta Héctor Moreno Javier Güémez |

| 52' · 87' | Kyle Beckerman Michael Bradley |

| Principal  | Joel Aguilar         |
| Asistentes | Juan Francisco Zumba |
|            | Leonel Leal          |
| Cuarto     | Marlon Mejía         |

|                    |     |     |
| Tiros              | 20  | 12  |
| Tiros a puerta     | 7   | 3   |
| Faltas             | 18  | 14  |
| Saques de esquina  | 6   | 1   |
| Penaltis           | 0   | 0   |
| Fueras de juego    | 4   | 2   |
| Posesión del balón | 56% | 44% |

| Alineación inicial |

| 12    | POR   | Moisés Muñoz     |     |
| 22    | DEF   | Paul Aguilar     |     |
| 5     | DEF   | Diego Reyes      |     |
| 15    | DEF   | Héctor Moreno    |     |
| 7     | DEF   | Miguel Layún     |     |
| 4     | DEF   | Rafael Márquez   | 76' |
| 16    | MED   | Héctor Herrera   |     |
| 18    | MED   | Andrés Guardado  | 80' |
| 19    | DEL   | Oribe Peralta    |     |
| 9     | DEL   | Raúl Jiménez     |     |
| 14    | DEL   | Javier Hernández | 98' |
| D. T. | D. T. | Ricardo Ferretti |     |

| 1     | POR   | Brad Guzan       |      |
| 23    | DEF   | Fabian Johnson   | 111' |
| 20    | DEF   | Geoff Cameron    |      |
| 5     | DEF   | Matt Besler      |      |
| 7     | DEF   | DaMarcus Beasley |      |
| 13    | MED   | Jermaine Jones   |      |
| 15    | MED   | Kyle Beckerman   |      |
| 9     | MED   | Gyasi Zardes     | 78'  |
| 4     | MED   | Michael Bradley  |      |
| 17    | DEL   | Jozy Altidore    | 98'  |
| 8     | DEL   | Clint Dempsey    |      |
| D. T. | D. T. | Jürgen Klinsmann |      |

| 3  | DEF | José Rivas    | 76' |
| 17 | MED | Javier Güémez | 80' |
| 10 | MED | Jesús Corona  | 98' |

| 2  | MED | DeAndre Yedlin | 78'  |
| 11 | DEL | Bobby Wood     | 98'  |
| 3  | DEF | Brad Evans     | 111' |

| 10' · 96' · 118' | Javier Hernández Oribe Peralta Paul Aguilar | 1:0 2:1 3:2 |

| 15' · 108' | Geoff Cameron Bobby Wood | 1:1 2:2 |

| 21' · 35' · 43' · 95' | Paul Aguilar Oribe Peralta Héctor Moreno Javier Güémez |

| 52' · 87' | Kyle Beckerman Michael Bradley |

| Principal  | Joel Aguilar         |
| Asistentes | Juan Francisco Zumba |
|            | Leonel Leal          |
| Cuarto     | Marlon Mejía         |

|                    |     |     |
| Tiros              | 20  | 12  |
| Tiros a puerta     | 7   | 3   |
| Faltas             | 18  | 14  |
| Saques de esquina  | 6   | 1   |
| Penaltis           | 0   | 0   |
| Fueras de juego    | 4   | 2   |
| Posesión del balón | 56% | 44% |

| Alineación inicial |

| 12    | POR   | Moisés Muñoz     |     |
| 22    | DEF   | Paul Aguilar     |     |
| 5     | DEF   | Diego Reyes      |     |
| 15    | DEF   | Héctor Moreno    |     |
| 7     | DEF   | Miguel Layún     |     |
| 4     | DEF   | Rafael Márquez   | 76' |
| 16    | MED   | Héctor Herrera   |     |
| 18    | MED   | Andrés Guardado  | 80' |
| 19    | DEL   | Oribe Peralta    |     |
| 9     | DEL   | Raúl Jiménez     |     |
| 14    | DEL   | Javier Hernández | 98' |
| D. T. | D. T. | Ricardo Ferretti |     |

| 1     | POR   | Brad Guzan       |      |
| 23    | DEF   | Fabian Johnson   | 111' |
| 20    | DEF   | Geoff Cameron    |      |
| 5     | DEF   | Matt Besler      |      |
| 7     | DEF   | DaMarcus Beasley |      |
| 13    | MED   | Jermaine Jones   |      |
| 15    | MED   | Kyle Beckerman   |      |
| 9     | MED   | Gyasi Zardes     | 78'  |
| 4     | MED   | Michael Bradley  |      |
| 17    | DEL   | Jozy Altidore    | 98'  |
| 8     | DEL   | Clint Dempsey    |      |
| D. T. | D. T. | Jürgen Klinsmann |      |

| 3  | DEF | José Rivas    | 76' |
| 17 | MED | Javier Güémez | 80' |
| 10 | MED | Jesús Corona  | 98' |

| 2  | MED | DeAndre Yedlin | 78'  |
| 11 | DEL | Bobby Wood     | 98'  |
| 3  | DEF | Brad Evans     | 111' |

| 10' · 96' · 118' | Javier Hernández Oribe Peralta Paul Aguilar | 1:0 2:1 3:2 |

| 15' · 108' | Geoff Cameron Bobby Wood | 1:1 2:2 |

| 21' · 35' · 43' · 95' | Paul Aguilar Oribe Peralta Héctor Moreno Javier Güémez |

| 52' · 87' | Kyle Beckerman Michael Bradley |

| Principal  | Joel Aguilar         |
| Asistentes | Juan Francisco Zumba |
|            | Leonel Leal          |
| Cuarto     | Marlon Mejía         |

|                    |     |     |
| Tiros              | 20  | 12  |
| Tiros a puerta     | 7   | 3   |
| Faltas             | 18  | 14  |
| Saques de esquina  | 6   | 1   |
| Penaltis           | 0   | 0   |
| Fueras de juego    | 4   | 2   |
| Posesión del balón | 56% | 44% |

| Alineación inicial |

|                           |
| Bandera de México         |
| Campeón México 1.° título |